# Тюленєв Володимир Йосипович
Володимир Йосипович Тюленєв (1908, залізнична станція Дебальцеве Катеринославської губернії, тепер місто Донецької області — 23 жовтня 1951, місто Київ) — український радянський і партійний діяч, 2-й секретар Ізмаїльського обкому КП(б)У, начальник політвідділу Дніпровського річкового пароплавства. Депутат Верховної Ради УРСР 2-го скликання.

## Життєпис
Народився в родині робітника-залізничника. Трудову діяльність розпочав наймитом у заможних селян. У 1924—1926 роках — робітник радгоспу «Степовий» на Харківщині, де вступив у ряди комсомолу.
У 1929 році закінчив Ізюмський педагогічний технікум. Перебував на комсомольській роботі: працював секретарем Зміївського районного комітету ЛКСМУ на Харківщині.
Член ВКП(б) з 1932 року.
Працював помічником начальника політичного відділу Іванівської машинно-тракторної станції (МТС) на Полтавщині, партійним організатором на транспортних підприємствах.
У 1938—1940 роках — 2-й секретар Ізюмського міського комітету КП(б)У Харківської області.
З липня 1940 року працював у Бессарабії, обирався секретарем з кадрів Аккерманського повітового комітету КП(б)У.
У травні — липні 1941 року — секретар Ізмаїльського обласного комітету КП(б)У з транспорту.
З 1941 року — учасник німецько-радянської війни, виконував спеціальні завдання з будівництва оборонних споруд, перебував на керівній роботі в політичних органах Червоної армії. Служив старшим інструктором політичного відділу 48-го армійського польового будівельного управління 5-ї саперної армії.
До вересня 1942 року — інструктор транспортного відділу ЦК КП(б)У. З вересня 1942 по 1946 рік — заступник завідувача транспортного відділу ЦК КП(б)У.
У травні (затв. у червні) 1946 — вересні 1947 року — 2-й секретар Ізмаїльського обласного комітету КП(б)У.
З вересня 1947 року — слухач Вищої партійної школи при ЦК ВКП(б).
У 1949 — 23 жовтня 1951 року — начальник політичного відділу Дніпровського річкового пароплавства в місті Києві.
Помер після важкої хвороби.

## Звання
- лейтенант

## Нагороди
- орден Вітчизняної війни ІІ ст. (1.08.1945)
- орден Червоної Зірки (19.04.1944)
- орден «Знак Пошани» (23.01.1948)
- медаль «За оборону Сталінграда» (22.12.1942)
- медаль «За перемогу над Німеччиною у Великій Вітчизняній війні 1941—1945 рр.» (1945)
- медаль «За доблесну працю у Великій Вітчизняній війні 1941—1945 рр.» (1945)